# فهرست دانشگاه‌های کانادا
انجمن دانشگاه‌ها و کالج کانادا (به انگلیسی: Association of Universities and Colleges of Canada یا به اختصار AUCC) نهادی متشکل از دانشگاه‌های کانادا است. این نهاد دو گونهٔ متفاوت تحصیلات بعد از دبیرستان را در دو گروهِ دانشگاه‌ها و کالج‌ها طبقه‌بندی و از یکدیگر مجزا می‌کند. دانشگاه‌ها مدارک دانشگاهی، مانند کارشناسی، کارشناسی ارشد و دکترا را ارائه می‌دهند در حالی که کالج‌ها به دانشجویانشان دیپلم می‌دهند.
فهرستی از نام مهم‌ترین دانشگاه‌های کشور کانادا:

## آ
- دانشگاه آلبرتا

## ا
- دانشگاه اتاوا
- دانشگاه انتاریو(مؤسسه فناوری)

## ب
- دانشگاه بریتیش کلمبیا

## ت
- دانشگاه تورنتو
- دانشگاه تورنتو متروپولیتن
- دانشگاه ترنت

## س
- دانشگاه ساسکاچوان
- دانشگاه سایمون فریزر

## ک
- دانشگاه کارلتون
- دانشگاه کلگری
- دانشگاه کنکوردیا
- دانشگاه کوئینز
- دانشگاه کبک در مونترآل

## ل
- دانشگاه لاوال

## م
- دانشگاه متروپولیتن تورنتو
- دانشگاه مانیتوبا
- دانشگاه مموریال نیوفاندلند
- دانشگاه مک‌گیل
- دانشگاه مک‌مستر
- دانشگاه مونترآل

## ن
- دانشگاه نیوبرونزویک

## و
- دانشگاه واترلو
- دانشگاه وسترن انتاریو
- دانشگاه ویکتوریا
- دانشگاه ویندزور
- دانشگاه وینی‌پگ

## ی
- دانشگاه یورک
- دانشگاه یوکان(کانادا)